# FC Bosdam Beveren
FC Bosdam Beveren  is een Belgische voetbalclub uit Beveren. De club is aangesloten bij de KBVB met stamnummer 9514 en heeft rood en zwart als kleuren. Bosdam (mannen) speelt in de provinciale reeksen. Naast een eerste elftal heeft de club nog meer dan twinitg jeugdploegen in competitie. De vrouwenploeg van FC Bosdam is actief in Tweede klasse (vrouwenvoetbal België). Men speelt op het complex "De Meerminnen", waar men de beschikking heeft over twee kunstgrasvelden.

## Geschiedenis
De club ontstond uit een ploeg van de gemeentelijke Centrumschool, gevestigd aan de Bosdamlaan. De club kwam rond 1980 tot stand. Men speelde succesvol verschillende schooltoernooien. Door connecties van onder meer Bevernaar Jean-Marie Pfaff, toen keeper bij de Duitse topclub Bayern München, kon FC Bosdam in 1985 zelfs deelnemen aan een miniementoernooi van het Duitse FC Ascheim. Men speelde er tegen jeugdploegen van topclubs als Bayern München, 1. FC Nürnberg, VfB Stuttgart, Arminia Bielefeld, TSV 1860 München en Rapid Wien. De club groeide verder uit. Men speelde bij de KVV en kende er in verschillende toernooien en competities succes. Ook in het de lokale competities van het Land van Beveren was (en is) men actief (Bosdam united).
In 2008 maakte de club uiteindelijk de overstap naar de KBVB, waar men stamnummer 9514 kreeg toegekend. FC Bosdam ging er van start in Vierde Provinciale, het laagste provinciale niveau.

## Resultaten (Dames)
| Seizoen   | Klasse | Klasse | Klasse  | Klasse | Klasse | Klasse | Reeks                 | Punten | Opmerkingen                                      |
|           | SL     | N1     | IP (N2) | P.I    | P.II   | P.III  |                       |        |                                                  |
| --------- | ------ | ------ | ------- | ------ | ------ | ------ | --------------------- | ------ | ------------------------------------------------ |
| 2016/2017 |        |        |         | 4      |        |        | Eerste prov. Oost-Vl. | 60     |                                                  |
| 2017/2018 |        |        |         | 2      |        |        | Eerste prov. Oost-Vl. | 52     |                                                  |
| 2018/2019 |        |        |         | 2      |        |        | Eerste prov. Oost-Vl. | 48     | Promotie                                         |
| 2019/2020 |        |        | 4       |        |        |        | Interprovinciale A    | 38     |                                                  |
| 2020/2021 |        |        | -       |        |        |        | Interprovinciale A    | -      | Competitie stopgezet door corona na 3 speeldagen |
| 2021/2022 |        |        | 9       |        |        |        | Interprovinciale A    | 31     |                                                  |
| 2022/2023 |        |        | 8       |        |        |        | Interprovinciale A    | 40     |                                                  |
| 2023/2024 |        |        | 8       |        |        |        | Interprovinciale B    | 25     |                                                  |
| 2024/2025 |        |        | 7       |        |        |        | Interprovinciale A    | 32     |                                                  |
| 2025/2026 |        |        |         |        |        |        | Interprovinciale A    |        |                                                  |